# Comprehensive Crime Control Act
Il Comprehensive Crime Control Act (o CCCA, Public Law 98–473, S. 1762, 98 Stat. 1976) del 1984 è una legge federale degli Stati Uniti d'America.
È stata la prima riforma della procedura penale dai tempi di inizio Novecento.

## Descrizione
Sono elencati di seguito i punti salienti della riforma:
- Armed Career Criminal Act (ACCA), che espandeva le pene per chi commetteva reati a mano armata con almeno tre precedenti (arrivando a stabilire una sentenza di minimo 15 anni in tali condizioni).[2]
- Sentencing Reform Act, che mirava a uniformare e rendere più incisive le sentenze di condanna, attraverso la creazione della United States Sentencing Commission;
- Estensione dei poteri del Secret Service per operare anche nei casi di frode con carte di credito e frodi informatiche;
- Pene aumentate per la coltivazione, il possesso e la vendita di Marijuana;
- Una nuova sezione nel codice penale per chi rapisce persone come ostaggi;
- Abolizione della liberazione condizionale per i prigionieri federali condannati dopo il 1º novembre 1987;
- Definizione di nuovi crimini punibili, tra cui l'incendio volontario, omicidio su commissione, violazioni di marchi, frodi sulle carte di credito e informatiche;
- Uso della confisca per combattere il crimine organizzato, definendo l'equitable sharing (ovvero la condivisione dei beni confiscati tra le forze dell'ordine locali e federali)[3].